# Theo Harisch
Theodor Andreas Harisch (* 27. März 1920 in Wien; † 8. Oktober 2010 ebenda) war ein österreichischer Szenenbildner und Maler bei Film und Fernsehen.

## Leben
Harisch hatte seine Ausbildung an der Akademie der bildenden Künste Wien erhalten und begann 1951 seine filmische Laufbahn als Filmarchitektenassistent. 1956 rückte er in die Position eines Chefarchitekten auf. Das von ihm bevorzugt belieferte Genre wurde der Heimatfilm; Harisch entwarf aber auch die Kulissen zu anderen Stoffen. 
Bereits zu Beginn der 60er Jahre arbeitete Theo Harisch immer häufiger für das österreichische Fernsehen ORF. Aufträge für das Kino, wie die international besetzten Abschreibungsproduktionen der 70er Jahre Vollmacht zum Mord und Das Geheimnis der eisernen Maske, blieben nunmehr Ausnahmen. 1969 schuf Harisch die Dekorationen zu der Fernsehserie Der alte Richter mit Paul Hörbiger, zwei Jahre darauf die zu Wenn der Vater mit dem Sohne mit Fritz Eckhardt. Weitere zwei Jahre später, 1973, kreierte er die Kulissen für eine weitere ORF-Erfolgsserie mit Eckhardt, Hallo – Hotel Sacher … Portier!.
1977 beteiligte sich Theo Harisch an dem Entwurf der Bauten zu dem berühmten (zum Teil in Österreich gedrehten) US-Fernsehvierteiler Holocaust – Die Geschichte der Familie Weiß. 1983 stellte Harisch seine Arbeit als Filmarchitekt bzw. Szenenbildner weitgehend ein. In seinen späteren Jahren bis zu seiner Pensionierung 1992 betätigte er sich als Maler, zuletzt (1988–1992) besorgte Theo Harisch die Malereien für die ORF-Kindersendung Erichs Chaos. Anschließend ging er in den Ruhestand.
Harisch wurde am Friedhof Mauer (Gruppe 47, Reihe 2, Nummer 1) in Wien beigesetzt.

## Filmografie

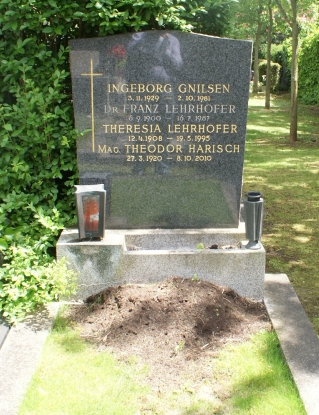
Grabstätte von Theodor Harisch

- 1956: Das Hirtenlied vom Kaisertal
- 1957: Die Lindenwirtin vom Donaustrand
- 1957: Eva küßt nur Direktoren
- 1959: Mikosch im Geheimdienst
- 1959: Zwölf Mädchen und ein Mann
- 1960: Wegen Verführung Minderjähriger
- 1960: Heimweh nach dir, mein grünes Tal (Mein Vaterhaus steht in den Bergen)
- 1961: Das Mädchen auf der Titelseite
- 1961: Der Orgelbauer von St. Marien
- 1961: Verdammt die jungen Sünder nicht (Morgen beginnt das Leben)
- 1961: Deutschland – deine Sternchen
- 1962: Die vergessenen Jahre
- 1962: Wenn beide schuldig werden
- 1962: Der rote Rausch
- 1964: Liebesgrüße aus Tirol
- 1967: Die Landstreicher (Fernsehfilm)
- 1970: Mooneys Wohnwagen (Fernsehfilm)
- 1971: Wenn der Vater mit dem Sohne (Fernsehserie)
- 1971: Rudi, benimm dich!
- 1972: Kain
- 1972: Trubel um Trixie
- 1973: Wenn ihr wollt, ist es kein Märchen (Fernsehfilm)
- 1973: Hallo – Hotel Sacher … Portier! (Fernsehserie)
- 1974: Zigeunerliebe (Fernsehfilm)
- 1975: Der Zigeunerbaron (Fernsehfilm)
- 1975: Vollmacht zum Mord
- 1976: Das Geheimnis der eisernen Maske (The Fifth Musketeer) (UA: 1979)
- 1978: Holocaust – Die Geschichte der Familie Weiß (vierteiliger Fernsehfilm)
- 1979: Augenblicke (Fernsehen)
- 1980: Wahre Geschichten – frei erfunden (Fernsehfilm)
- 1983: Mich wundert, daß ich so fröhlich bin (Fernsehfilm)
- 1983: Happy Weekend